# Биртилек
Биртилек (каз. Біртілек, до 2008 г. — Чапаево) — село в Келесском районе Туркестанской области Казахстана. Входит в состав Биртилекского сельского округа. Код КАТО — 515447880.

## Население
В 1999 году население села составляло 1374 человека (694 мужчины и 680 женщин). По данным переписи 2009 года, в селе проживали 1342 человека (655 мужчин и 687 женщин).